# University of Minnesota Women's Volleyball 2019
Questa voce raccoglie le informazioni riguardanti la University of Minnesota Women's Volleyball nella stagione 2019.

## Stagione
La University of Minnesota partecipa alla Big Ten Conference, classificandosi al secondo posto: si qualifica al torneo di NCAA Division I grazie al proprio ranking e viene insignita della testa di serie numero 7, che le consente di ospitare i primi due turni della fase regionale al Maturi Pavilion.
Nei primi due turni della post-season, le Golden Gophers superano con un 3-0 la Fairfield e poi eliminano in cinque set la Creighton. Nella semifinale regionale si aggiudicano un'altra battaglia di cinque set contro la Florida, prima di superare per 3-0 la Louisville e qualificarsi per la Final-Four.
A Pittsburgh la corsa per il titolo si interrompe già in semifinale, dove le Golden Gophers rimediano un secco 3-0 dalle future campionesse della Stanford.

## Organigramma societario
Area direttiva
- Presidente: Mark Coyle

Area organizzativa
- Direttore delle operazioni: Nao Ikeda
- Specialista amministrativo principale: Cindi Linell

Area tecnica
- Allenatore: Hugh McCutcheon
- Allenatore assosicato: Matt Houk, Laura Kasey
- Assistente allenatore volontario: Adam Kessenich
- Coordinatore video: Jennifer Houk

## Rosa
| N° | Nome             | Ruolo | Data di nascita   | Nazionalità sportiva | Anno      |
| -- | ---------------- | ----- | ----------------- | -------------------- | --------- |
| 1  | Tamara Dolonga   | P     | 22 giugno 1999    | Croazia              | Freshman  |
| 4  | Claire Sheehan   | S     | -                 | Stati Uniti          | Junior    |
| 6  | Rachel Kilkelly  | L     | -                 | Stati Uniti          | Freshman  |
| 7  | Caroline McGraw  | L     | -                 | Stati Uniti          | Sophomore |
| 8  | Airi Miyabe      | S     | 29 luglio 1998    | Giappone             | Junior    |
| 9  | Shea Rubright    | C     | -                 | Stati Uniti          | Freshman  |
| 10 | Stephanie Samedy | O     | 27 settembre 1998 | Stati Uniti          | Junior    |
| 12 | Taylor Morgan    | C     | 6 novembre ?      | Stati Uniti          | Senior    |
| 13 | Bayley McMenimen | P     | -                 | Stati Uniti          | Sophomore |
| 14 | Kylie Miller     | P     | -                 | Stati Uniti          | Senior    |
| 15 | Lauren Litzau    | L     | -                 | Stati Uniti          | Senior    |
| 16 | Ellie Husemann   | C     | -                 | Stati Uniti          | Freshman  |
| 19 | Alexis Hart      | S     | 23 maggio 1998    | Stati Uniti          | Senior    |
| 20 | Adanna Rollins   | S     | 10 ottobre 1999   | Stati Uniti          | Sophomore |
| 21 | Regan Pittman    | C     | -                 | Stati Uniti          | Junior    |

## Mercato
| Acquisti | Acquisti        | Acquisti       | Acquisti   |
| R.       | Nome            | da             | Modalità   |
| -------- | --------------- | -------------- | ---------- |
| P        | Tamara Dolonga  | Varaždin       | definitivo |
| L        | Rachel Kilkelly | Shakopee HS    | definitivo |
| S        | Airi Miyabe     | Southern Idaho | definitivo |
| C        | Shea Rubright   | West Valley HS | definitivo |
| P        | Kylie Miller    | UC Los Angeles | definitivo |
| C        | Ellie Husemann  | Eagan HS       | definitivo |

| Cessioni | Cessioni                 | Cessioni          | Cessioni   |
| R.       | Nome                     | a                 | Modalità   |
| -------- | ------------------------ | ----------------- | ---------- |
| S        | Jasmyn Martin            | Florida State     | definitivo |
| L        | Lauren Barnes            | Wisconsin         | definitivo |
| P        | Sara Nielsen             | Kansas            | definitivo |
| S        | Alice Zeimann            | Florida State     | definitivo |
| L        | Sophie Beckley           | -                 | ritirata   |
| P        | Samantha Seliger-Swenson | Béziers           | definitivo |
| C        | Kayla Buford             | Slávia Bratislava | definitivo |
| O        | Paulina Świder           | -                 | ritirata   |
| C        | Rebecca Rendahl          | CSU Fresno        | definitivo |

## Statistiche

### Statistiche di squadra
| Competizione                       | Punti | In casa | In casa | In casa | In trasferta | In trasferta | In trasferta | Campo neutro | Campo neutro | Campo neutro | Totale | Totale | Totale |
| Competizione                       | Punti | G       | V       | P       | G            | V            | P            | G            | V            | P            | G      | V      | P      |
| ---------------------------------- | ----- | ------- | ------- | ------- | ------------ | ------------ | ------------ | ------------ | ------------ | ------------ | ------ | ------ | ------ |
| Big Ten Conference NCAA Division I | .818  | 15      | 13      | 2       | 12           | 10           | 2            | 6            | 4            | 2            | 33     | 27     | 6      |
| Totale                             | .818  | 15      | 13      | 2       | 12           | 10           | 2            | 6            | 4            | 2            | 33     | 27     | 6      |

G = partite giocate; V = partite vinte; P = partite perse

### Statistiche dei giocatori
| Giocatrice   | Big Ten Conference NCAA Division I | Big Ten Conference NCAA Division I | Big Ten Conference NCAA Division I | Big Ten Conference NCAA Division I | Big Ten Conference NCAA Division I | Totale | Totale | Totale | Totale | Totale |
| Giocatrice   | P                                  | PT                                 | AV                                 | MV                                 | BV                                 | P      | PT     | AV     | MV     | BV     |
| ------------ | ---------------------------------- | ---------------------------------- | ---------------------------------- | ---------------------------------- | ---------------------------------- | ------ | ------ | ------ | ------ | ------ |
| T. Dolonga   | 7                                  | 1                                  | 1                                  | 0                                  | 0                                  | 7      | 1      | 1      | 0      | 0      |
| A. Hart      | 33                                 | 376                                | 350                                | 26                                 | 0                                  | 33     | 376    | 350    | 26     | 0      |
| E. Husemann  | 10                                 | 13                                 | 2                                  | 11                                 | 0                                  | 10     | 13     | 2      | 11     | 0      |
| R. Kilkelly  | 33                                 | 22                                 | 1                                  | 0                                  | 21                                 | 33     | 22     | 1      | 0      | 21     |
| L. Litzau    | 4                                  | 2                                  | 0                                  | 0                                  | 2                                  | 4      | 2      | 0      | 0      | 2      |
| C. McGraw    | 31                                 | 27                                 | 0                                  | 0                                  | 27                                 | 31     | 27     | 0      | 0      | 27     |
| B. McMenimen | 24                                 | 19                                 | 6                                  | 4                                  | 9                                  | 24     | 19     | 6      | 4      | 9      |
| K. Miller    | 20                                 | 47                                 | 13                                 | 14                                 | 20                                 | 20     | 47     | 13     | 14     | 20     |
| A. Miyabe    | 20                                 | 102,5                              | 89                                 | 11,5                               | 2                                  | 20     | 102,5  | 89     | 11,5   | 2      |
| T. Morgan    | 32                                 | 292                                | 216                                | 76                                 | 0                                  | 32     | 292    | 216    | 76     | 0      |
| R. Pittman   | 33                                 | 379,5                              | 256                                | 96,5                               | 27                                 | 33     | 379,5  | 256    | 96,5   | 27     |
| A. Rollins   | 32                                 | 347,5                              | 306                                | 32,5                               | 9                                  | 32     | 347,5  | 306    | 32,5   | 9      |
| S. Rubright  | 13                                 | 8,5                                | 3                                  | 5,5                                | 0                                  | 13     | 8,5    | 3      | 5,5    | 0      |
| S. Samedy    | 32                                 | 432                                | 353                                | 56                                 | 23                                 | 32     | 432    | 353    | 56     | 23     |
| C. Sheehan   | 13                                 | 27                                 | 23                                 | 4                                  | 0                                  | 13     | 27     | 23     | 4      | 0      |

P = presenze; PT = punti totali; AV = attacchi vincenti; MV = muri vincenti; BV = battute vincenti

NB: I muri singoli valgono una unità di punto, mentre i muri doppi e tripli valgono mezza unità di punto; anche i giocatori nel ruolo di libero sono impegnati al servizio